# Spitalkirche Heilig Geist (Füssen)

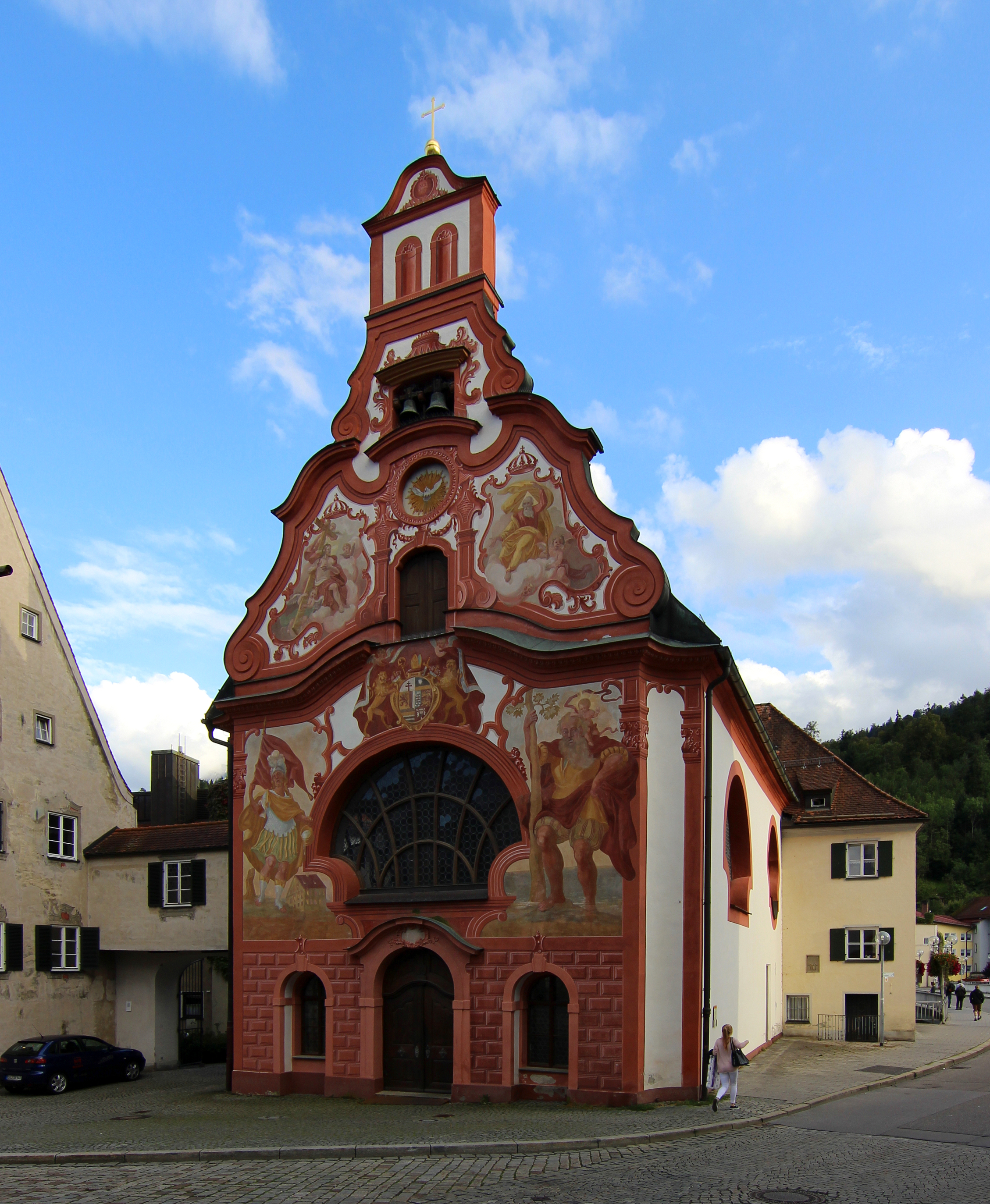
Spitalkirche Heilig Geist

Die Spitalkirche Heilig Geist ist eine römisch-katholische Kirche in Füssen. Die ehemalige Spitalkirche wurde im 18. Jahrhundert im Stil des Rokoko gebaut und hat eine reich bemalte Fassade.

## Lage
Die Spitalkirche liegt in der Nähe des Lechs am Anfang der Spitalgasse, wo diese in die Lechhalde einmündet. Sie hat die Hausnummer 2. Ihre Fassade liegt an der Spitalgasse, aber in Sichtachse der Lechhalde, die dort in einer leichten Biegung am Kloster St. Mang vorbei zur Theresienbrücke hinunter führt. Die Lechhalde gehörte historisch zur Hauptdurchfahrt von Füssen und ist heute ein verkehrsberuhigter Bereich. Die Kirche ist baulich verbunden mit dem Alten Spital an der Spitalgasse 6 und dem Neuen Spital (ehemalige Stadtmühle) an der Spitalgasse 4. Vom Spital kann man direkt in die Kirche auf einen Balkon über dem Chor gelangen.

## Geschichte
1465 spendete das Füssener Bürgerehepaar Borhoch das Geld für den Bau eines Spitals. Eine zugehörige Kirche wurde 1467 bis 1469 gebaut. Diese erste Kirche im gotischen Stil brannte 1733 zusammen mit dem Spital und der benachbarten Stadtmühle ab. Das Spital wurde bis 1735 wieder aufgebaut. Die neue Spitalkirche im Stil des Rokoko wurde 1748/1749 durch den Baumeister Franz Karl Fischer gebaut.
1978 wurde die Kirche außen restauriert. Das Kirchengebäude ist mit Ausstattung in die Bayerische Denkmalliste eingetragen. Heute wird die Spitalkirche von der katholischen Pfarreiengemeinschaft Füssen für Gottesdienste, Trauungen und Konzerte genutzt.

## Architektur
Das Gebäude hat die Klosterkirche in Dillingen als Vorbild, die vom Vater des Baumeisters gebaut wurde. Es hat eine einfache Rechteckform und Satteldach. Die Fassade hat einen Glockengiebel in Volutenform mit zwei Glocken, konkav einschwingende Ecken und ein großes, muschelförmiges Fenster über dem Portal. Innen hat der Bau eine zentralisierende Raumtendenz durch ein fast quadratisches, einschiffiges Langhaus mit flachen Blenden an den Längswänden, die den Chorbogen wiederholen. Die Längswände haben im Langhaus wie die Fassadenwand ein großes, muschelförmiges Fenster. Der rechteckige Chor hat eine Pendentifkuppel.

## Ausstattung

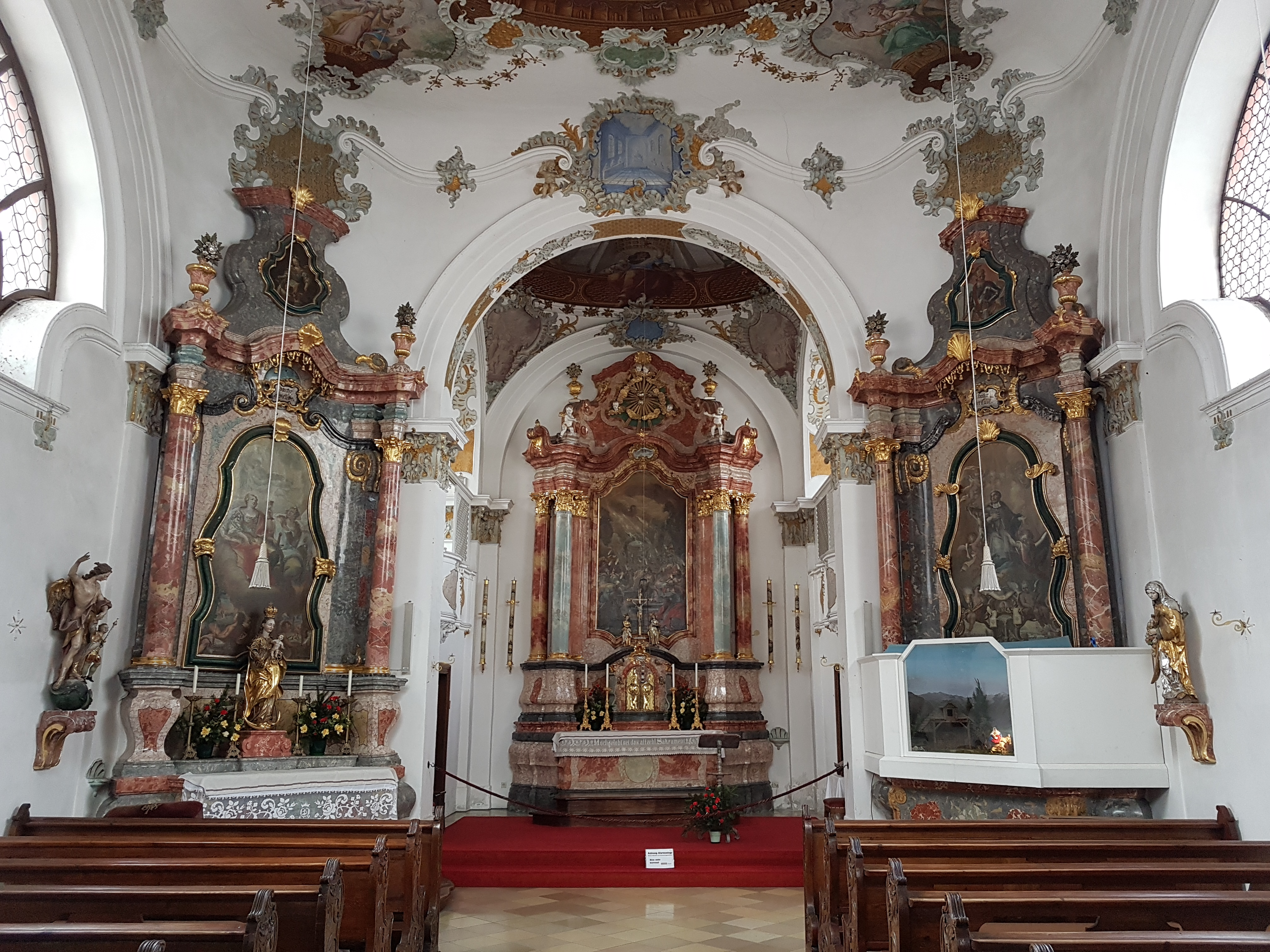
Innenansicht zum Chor

Die Fassadenmalerei und die Fresken im Innenbereich sind von Joseph Anton Walch. Die Fassadenmalerei ist in einem volkstümlichen Rokoko-Stil. Sie zeigt am Giebel die hl. Dreifaltigkeit, darunter das Wappen des Augsburger Bischofs Joseph. Links des großen Fensters ist der hl. Florian abgebildet, wohl in Erinnerung an die abgebrannte Vorgängerkirche, rechts der hl. Christophorus, Schutzpatron der Lechflößer, deren Zunft in der Spitalkirche ihre Jahresmessen abhielt. Im Innenraum zeigt das Chorfresko den Heiligen Geist mit Personifikationen der christlichen Tugenden Caritas, Clementia und Fides. Die Deckenfresken im Langhaus zeigen die sieben Gaben des Heiligen Geistes und die sieben Sakramente.
Die Altäre sind aus Stuckmarmor. Der Hochaltar und der linke Seitenaltar sind von Joseph Fischer, von dem auch die Stuckierung im Innenraum ist, der rechte Seitenaltar von Franz Karl Fischer (wohl mit Joseph Fischer). Das Bild des Hochaltars ist wohl von Joseph Anton Walch und zeigt das Pfingstfest. Das Bild des linken Seitenaltars wird Paul Zeiller zugeschrieben und zeigt die hl. Katharina und die hl. Barbara (um 1720/30). Das Bild des rechten Seitenaltars ist von Bernhard Ramis und zeigt den hl. Nepomuk.
An den Seitenwänden sind unter anderem bemalte Holzmedaillons mit einem Kreuzweg (spätes 18. Jh.), die sich ehemals in der Krippkirche befanden, und eine Schutzengelgruppe, die Anton Sturm zugeschrieben wird. Auf der Empore steht ein vierregistriges Positiv mit Flügeltüren. Es wurde 1734 von Andreas Jäger für St. Sebastian in Füssen erbaut.